# Argentínai Magyar Nemzeti Színház
Az Argentínai Magyar Nemzeti Színházat 1951 novemberében alapította Szeleczky Zita Buenos Airesben, eredetileg azzal a céllal, hogy kizárólag klasszikus darabokat adjanak elő.
Első előadásuk Madách Imre Az ember tragédiája volt 1952. január 19-én. A színház 1952. október 4-én megszűnt

## Előadások
- Madách Imre – Az ember tragédiája 1952. január 19-én
- Asztalos Miklós – Az alteregó (Egy éjszaka Erdélyben) 1952. február 16-án
- Katona József – Bánk bán 1952. április 9-én
- Bésier – Ahol tilos a szerelem 1952. június 29-én
- Tarka Est
- Gyöngykaláris